# Mount Juliet
Mount Juliet, auch Mt. Juliet geschrieben, ist eine City im Wilson County im US-Bundesstaat Tennessee. Das U.S. Census Bureau hat bei der Volkszählung 2020 eine Einwohnerzahl von 39.289 ermittelt. Die Stadt ist Teil der Metropolregion Nashville und eine der am schnellsten wachsenden Städte in Tennessee.

## Geschichte
Mount Juliet wurde 1835 gegründet und 1972 zur Stadt erhoben. Die am weitesten akzeptierte Theorie bezüglich der Namensgebung der Stadt ist, dass sie nach dem Mount Juliet Estate benannt ist, einem Herrenhaus in dem County Kilkenny in Irland. Es ist die einzige Stadt in den USA mit diesem Namen.
In den frühen Morgenstunden des 3. März 2020 wurde Mt. Juliet von einem Tornado heimgesucht, der ein ganzes Stadtviertel und zwei öffentliche Schulen zerstörte und drei Menschen tötete.

## Demografie
Nach einer Schätzung von 2019 leben in Mount Juliet 37.029 Menschen. Die Bevölkerung teilte sich im selben Jahr auf in 85,2 % Weiße, 7,7 % Afroamerikaner, 0,3 % amerikanische Ureinwohner, 3,6 % Asiaten, 0,1 % Ozeanier und 2,0 % mit zwei oder mehr Ethnizitäten. Hispanics oder Latinos aller Ethnien machten 4,5 % der Bevölkerung aus. Das mittlere Haushaltseinkommen lag bei 91.303 US-Dollar und die Armutsquote bei 6,2 %.

## Infrastruktur
Die Interstate 40 und die U.S. Route 70 (Lebanon Road) verlaufen in Ost-West-Richtung durch Mount Juliet, und die State Route 171 (Mt. Juliet Road) verläuft in Nord-Süd-Richtung und verbindet die U.S. Route 70 mit der Interstate 40, bevor sie im Gebiet von Antioch zur Interstate 24 weiterführt. Die Interstate 40 hat zwei Ausfahrten in der Stadt.
Mount Juliet liegt an der Bahnstrecke Nashville–Monterey der Nashville and Eastern Railroad, die im Personenverkehr durch die Vorortverbindung Music City Star sowie im Güterverkehr genutzt wird.
Der Nashville International Airport befindet sich 14 Kilometer westlich der Stadt.